# Lycée Henri-IV
Lycée Henri-IV este un centru educațional francez situat în Cartierul Latin din Paris, în arondismentul V din Paris.
Școala este recunoscută pentru rezultatele excelente la bacalaureat, la concursul general și la examenele de admitere la Grandes Ecoles, și mai precis la concursurile literare (Ecoles Normales Supérieure de Paris, Lyon și Paris-Saclay, École des Chartes) . Este cunoscut pentru elitismul său și pentru că a format mulți intelectuali, politicieni, oameni de știință și personalități franceze.

## Absolvenți celebri
- Marcellin Berthelot, chimist
- Léon Blum, politician socialist, trei ori prim-ministrul Franței
- Augustin Louis Cauchy, matematician
- Michel Foucault, filosof și istoric
- Emmanuel Macron, președintele Franței
- Guy de Maupassant, scriitor
- Alfred de Musset, scriitor
- André Gide, scriitor, laureat al premiului Nobel pentru literatură
- Charles Hermite, matematician
- Pierre Restany, artist plastic, critic de artă și filozof cultural francez
- Jean-Paul Sartre, filozof, laureat al premiului Nobel pentru literatură (l-a refuzat)

- Jorge Semprún, scriitor spaniol

## Legături externe
- Lycée Henri-IV